# Новопортовское нефтегазоконденсатное месторождение
Новопортовское нефтегазоконденсатное месторождение — самое северное и одно из наиболее крупных разрабатываемых нефтегазоконденсатных месторождений углеводородов на полуострове Ямал. Расположено в Ямальском районе Ямало-Ненецкого автономного округа, в 360 км к северо-востоку от города Салехард, в 30 км от побережья Обской губы. Его извлекаемые запасы категорий C1 (разведанные) и С2 (оценённые) — более 250 млн тонн нефти и конденсата, а также более 320 млрд кубометров газа (с учётом палеозойских отложений).
Добыча углеводородов на полуострове Ямал ведется в сложных климатических условиях Заполярья. Зимой температура воздуха в районе Новопортовского месторождения может опускаться до −55 °С.

## История

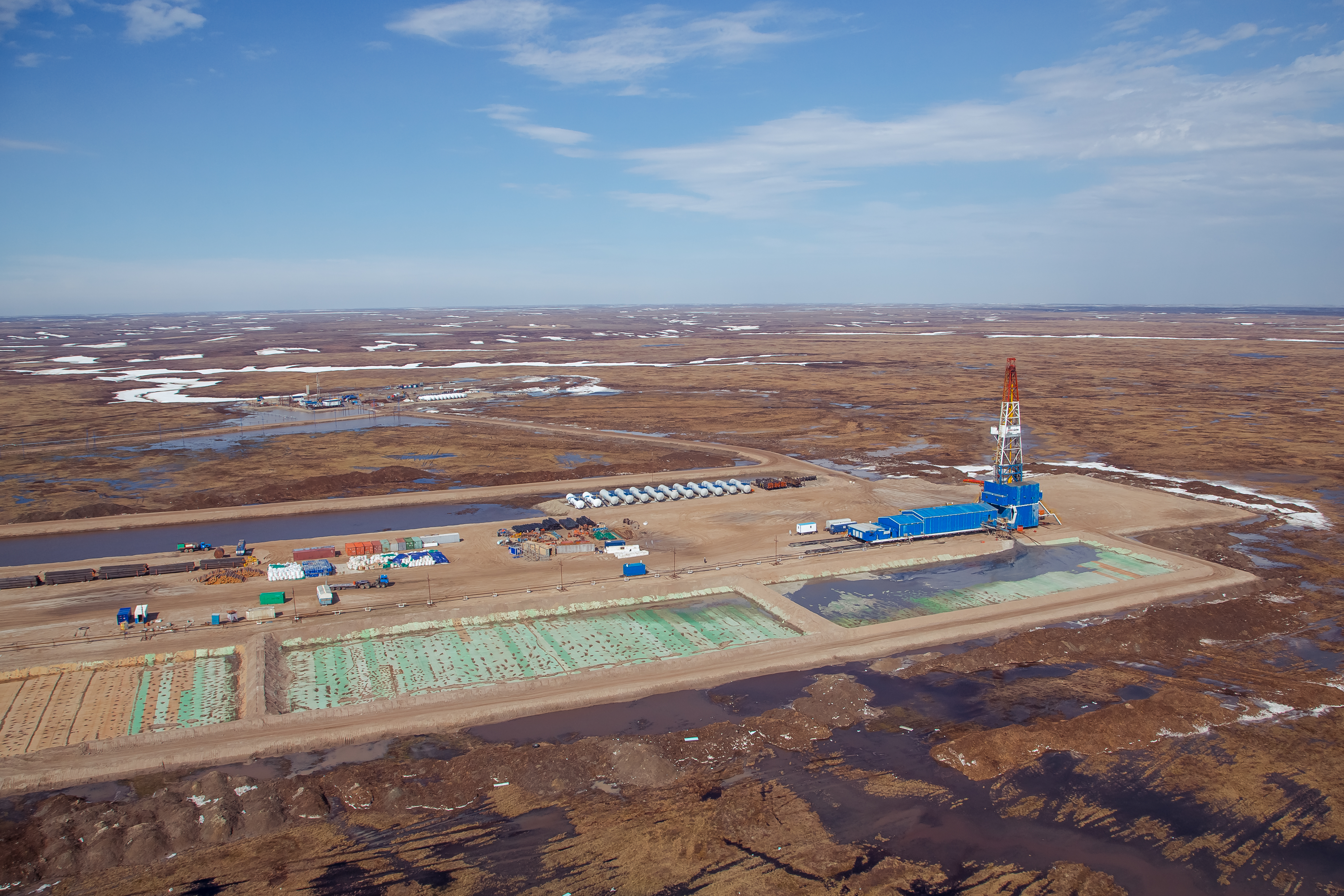
Новопортовское месторождение

История Новопортовского месторождения начинает свой отсчёт с 24 декабря 1964 года, когда из скважины Р-50 на Новопортовской площади полуострова Ямал забил мощный фонтан газа с суточным дебитом более 1 млн кубометров. Скважина закладывалась с 25 мая в соответствии с проектом разведки на 1964 год, утверждённым начальником Тюменского территориального геологического управления Юрием Эрвье.
К 1987 году на месторождении было пробурено в общей сложности 117 разведочных скважин, однако активное его освоение началось в 2012 году. В июне на месторождении пробурена первая эксплуатационная наклонно-направленная скважина глубиной 2,2 тыс. м. Параллельно в ходе расконсервации ещё нескольких скважин был получен фонтанирующий приток нефти в объёме более 140 кубометров в сутки.
Полномасштабное эксплуатационное бурение на Новопортовском месторождении началось летом 2014 года. Новый сорт нефти, получивший название Novy Port, относится к категории лёгких с низким содержанием серы (около 0,1 %).

## Управление
Оператором проекта по освоению Новопортовского нефтегазоконденсатного месторождения является ООО «Газпромнефть — Ямал» — дочернее общество ПАО «Газпром нефть»
В своей деятельности «Газпромнефть — Ямал» последовательно придерживается принципа социальной ответственности, играя важную роль в развитии территории своего присутствия. В Ямальском районе, где расположены производственные объекты предприятия, проживает наибольшее в ЯНАО число представителей коренных малочисленных народов Севера (КМНС) — около 11 тыс. человек. Половина из них ведут кочевой образ жизни. Предприятие является постоянным партнером районного общественного движения КМНС «Ямал», оказывая финансовую поддержку в проведении мероприятий по сохранению национально-культурных традиций коренных малочисленных народов Севера: Дня оленевода, Дня рыбака и др. Наряду с этим «Газпромнефть — Ямал» оказывает материальную помощь кочевникам, попавшим в сложную жизненную ситуацию, участвует в организации авиаперевозок тундровиков и продуктов питания в труднодоступные районы на межселенной территории.

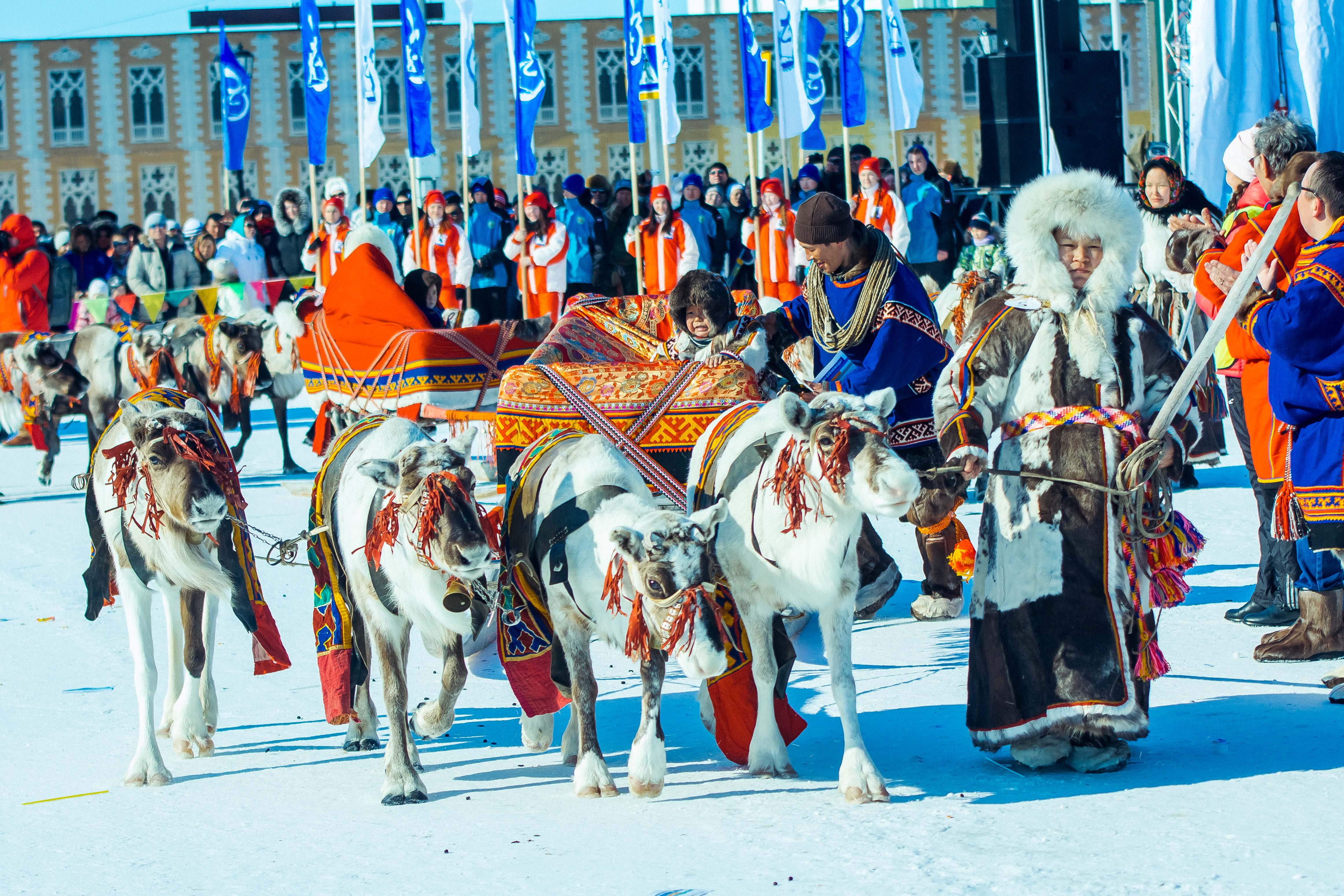
День оленевода в Яр-Сале

Удаленность сел Новый Порт и Мыс Каменный, с которыми связана деятельность «Газпромнефть — Ямала», от большой земли и отсутствие надлежащего финансирования заметно сказываются на облике населенных пунктов. До конца 1990-х годов они застраивались преимущественно одно- и двухэтажными деревянными домами, и сегодня большинство из них находятся в аварийном состоянии. В рамках программы социальных инвестиций «Родные города» компания финансирует строительство в поселке Новый Порт многоквартирных домов.
Кроме того, соглашением о социально-экономическом сотрудничестве между ПАО «Газпром нефть», ООО «Газпромнефть — Ямал» и администрацией Ямальского района предусмотрены мероприятия по поддержке одаренной молодежи и учреждений сферы образования. В частности, школьники участвуют в турнире «Умножая таланты», выезжая при поддержке нефтяников на его заключительный этап в Санкт-Петербург. На средства программы социальных инвестиций «Родные города» для школ Мыса Каменного и Нового Порта приобретаются интерактивные доски, проекторы и компьютеры, обновляются лабораторные классы физики и математики.

## Инфраструктура

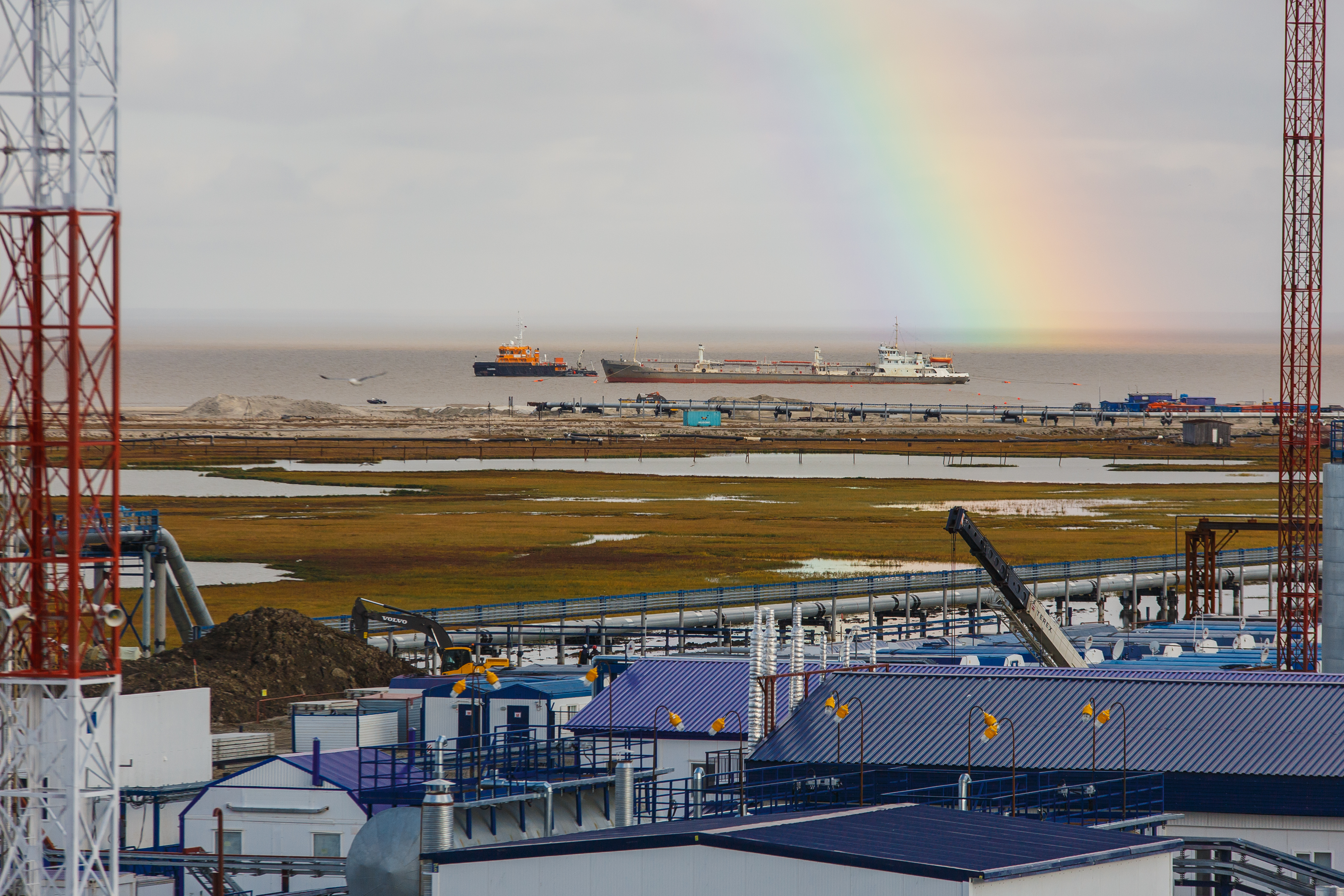
Приёмо-сдаточный пункт «Мыс Каменный»

Нефть с месторождения до побережья доставляется по напорному нефтепроводу протяженностью более 100 км. В январе 2015 года компания приступила к строительству его второй очереди, пуск ветки в перспективе позволит обеспечить транспортировку не менее 5,5 млн тонн нефти в год.
В феврале 2015 года «Газпромнефть — Ямал» осуществил зимнюю отгрузку нефти с Новопортовского месторождения морским путем. Первая партия сырья в объеме 16 тыс. тонн отправлена танкером в сопровождении атомного ледокола и в марте доставлена в Европу.
С мая 2016 года отгрузка сырья осуществляется с помощью выносного арктического нефтеналивного терминала башенного типа «Ворота Арктики», расположенного в 3,5 км от Мыса Каменного. Потребителям нефть будет круглый год доставляться через Обскую губу и далее по Северному морскому пути танкерами в сопровождении ледоколов. Специально для этого по заказу «Газпром нефти» в 2018 году были построены два ледовых судна обеспечения «Александр Санников» и «Андрей Вилькицкий», а также шесть танкеров ледового класса Arc7 серии "Штурман.

## Отгрузочный терминал «Ворота Арктики»

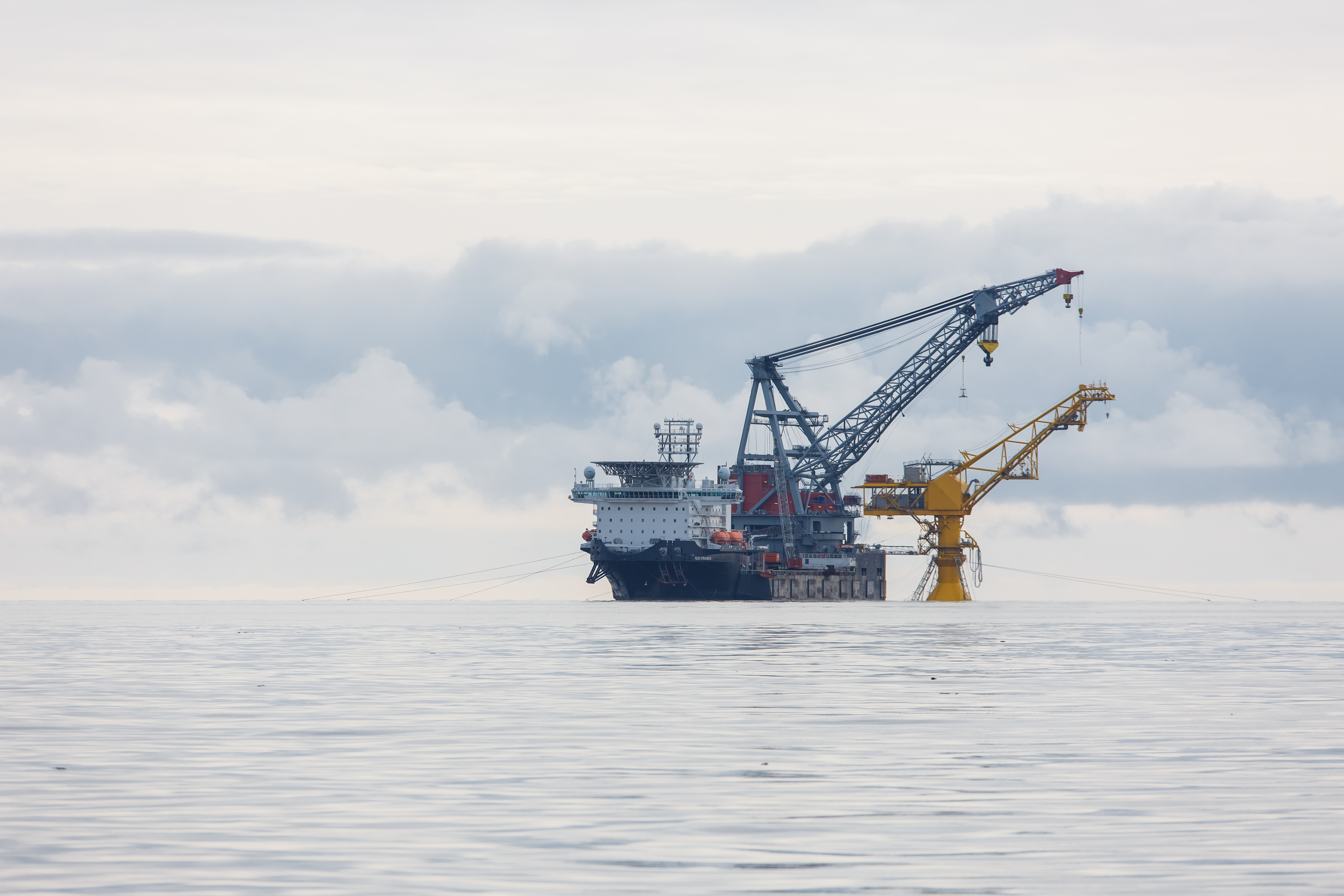
Монтаж нефтеналивного терминала «Ворота Арктики»

Терминал «Ворота Арктики» в районе Мыса Каменного предназначен для круглогодичной отгрузки в танкеры нефти Новопортовского нефтегазоконденсатного месторождения. Терминал находится в пресных водах, толщина льда вокруг него в зимний период может превышать два метра — это потребовало применения уникальных технических решений, обеспечивающих его надежную работу в условиях Крайнего Севера.
На берегу Обской губы построена сопутствующая инфраструктура: подводный и сухопутный нефтепроводы длиной более 10,5 км, резервуарный парк, насосные станции с системой защиты от гидроударов, которая гарантирует герметичность трубопровода. Установка терминала «Ворота Арктики» общей высотой более 80 м производилась с помощью одного из крупнейших в мире крановых судов «Олег Страшнов» грузоподъемностью 5 тыс. тонн.
С началом промышленной эксплуатации «Ворот Арктики» в 2016 году «Газпромнефть — Ямал» получил возможность осуществлять круглогодичную отгрузку нефти сорта Novy Port потребителям. Максимальная мощность терминала по перевалке сырья — более 8,5 млн тонн в год, его технологическая схема обеспечивает «нулевой сброс» загрязняющих веществ в акваторию Обской губы.

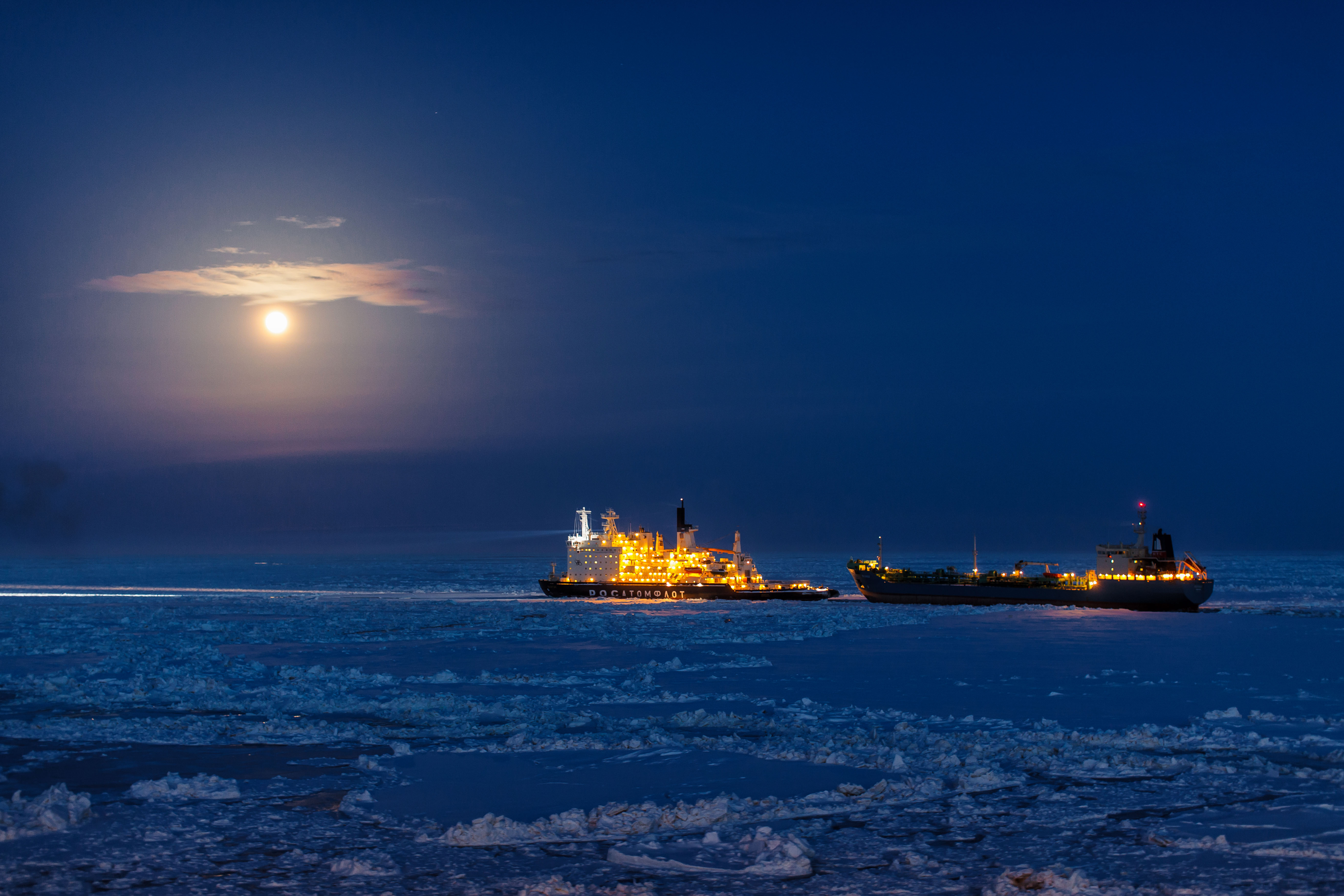
Танкеры с нефтью проходят Обскую губу в сопровождении ледоколов

## Энергообеспечение
В рамках реализации проекта «Газпром нефти» «Новый Порт» на Новопортовском месторождении строится крупнейшая на полуострове Ямал газотурбинная электростанция мощностью 96 МВт (с возможностью ее увеличения до 144 МВт). Первая очередь ГТЭС будет введена в эксплуатацию в 2017 году.
Общая площадь объекта генерации — 11 га. Новая ГТЭС обеспечит бесперебойное энергоснабжение Новопортовского месторождения, приемо-сдаточного пункта «Мыс Каменный» и терминала «Ворота Арктики» в акватории Обской губы.
Для бесперебойной подачи электроэнергии на объекты к концу 2016 года построят линию электропередачи напряжением 110 кВ и протяженностью 98 км.

## Экологическая политика
Реализация крупного проекта «Новый Порт» компании «Газпром нефть» на полуострове Ямал требует повышенного внимания к соблюдению стандартов экологической безопасности. Основная задача — максимально снизить воздействие на окружающую среду. Поэтому все производственные объекты строятся таким образом, чтобы влияние на природу было минимальным.
К примеру, при строительстве первой очереди нефтепровода от месторождения до Мыса Каменного заранее изучены пути миграции животных и построены специальные переходы и пропуски для оленей. Сам нефтепровод оборудован системами, позволяющими контролировать его состояние и параметры в онлайн-режиме и удаленно корректировать работу. Аналогичные решения будут применяться и при строительстве второй очереди нефтепровода, к строительству которой предприятие приступило в январе 2015 года.
«Газпромнефть — Ямал» проводит регулярный мониторинг состояния окружающей среды на территории своей деятельности. На месторождении будет внедрена автоматизированная система контроля, позволяющая получать информацию о состоянии воздуха, воды, земли в режиме реального времени и оперативно реагировать на изменения.
«Газпром нефть» уделяет большое внимание изучению экологической ситуации в регионе и сотрудничает с ведущими научными институтами, на результаты исследований которых можно опираться при реализации региональных экологических проектов. В частности, специалисты Федерального государственного унитарного предприятия «Госрыбцентр» (г. Тюмень) проводят уникальную работу по изучению экосистемы Обской губы. Ученые анализируют особенности и продуктивность представителей ихтиофауны во время нереста и определяют основные факторы, влияющие на процесс самовосстановления популяции. Результаты новых исследований позволят региону разработать наиболее эффективные мероприятия для восстановления биоресурсов Обской губы.
Следуя полученным рекомендациям, в июле 2015 года «Газпромнефть — Ямал» впервые доставил в Ямало-Ненецкий автономный округ миллион мальков муксуна, которые затем были выпущены в Обь в районе города Лабытнанги. Всего за несколько лет предприятие планирует выпустить в водоемы ЯНАО и Югры около 20 млн мальков этой ценной рыбы.
Совместно с ведущими российскими НИИ проводится оценка уровня антропогенного воздействия на флору и фауну полуострова Ямал, в том числе на виды, занесённые в «Красную книгу». Планируется провести опытные работы по определению растений, которые можно наиболее эффективно использовать для восстановления нарушенных поверхностных слоев почвы в ямальской тундре.